# Санту-Антониу-ду-Риу-Абайшу
Санту-Антониу-ду-Риу-Абайшу (порт. Santo Antônio do Rio Abaixo) — муниципалитет в Бразилии, входит в штат Минас-Жерайс. Составная часть мезорегиона Агломерация Белу-Оризонти. Входит в экономико-статистический микрорегион Консейсан-ду-Мату-Дентру. Население составляет 1790 человек на 2007 год. Занимает площадь 107,5 км². Плотность населения — 15,1 чел./км².
Праздник города — 1 марта.

## История
Город основан 30 декабря 1962 года.

## Статистика
- Валовой внутренний продукт на 2003 год составляет 5 703 369,00 реалов (данные: Бразильский институт географии и статистики).
- Валовой внутренний продукт на душу населения на 2003 год составляет 3331,41 реалов (данные: Бразильский институт географии и статистики).
- Индекс развития человеческого потенциала на 2000 год составляет 0,698 (данные: Программа развития ООН).

## Галерея

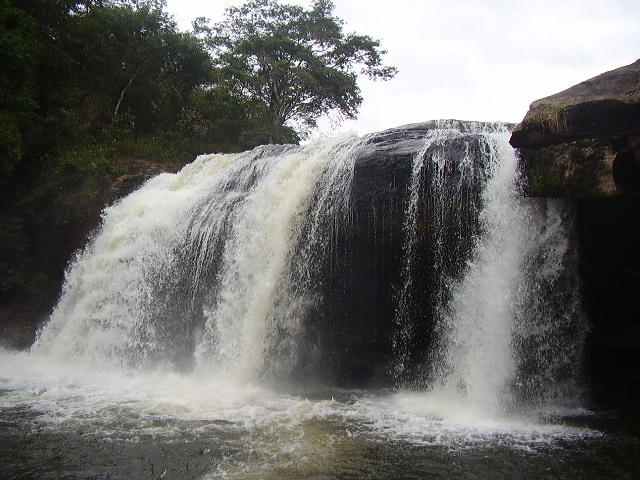
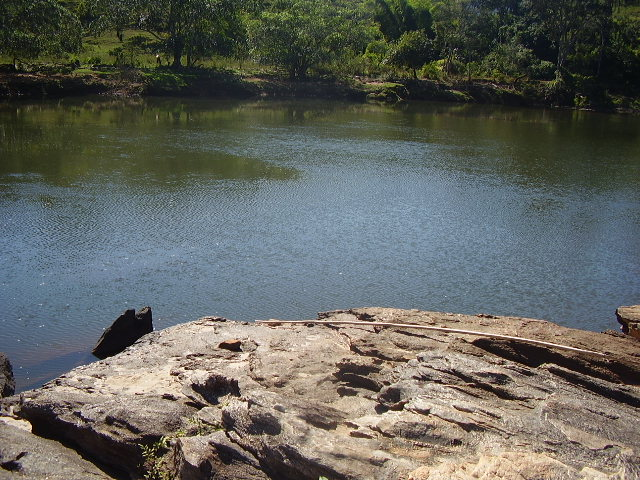
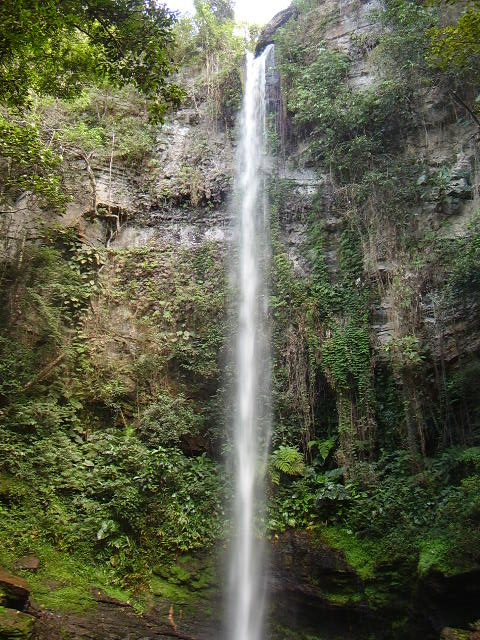

## География
Климат местности: тропический.